# Palazzo Ronzani

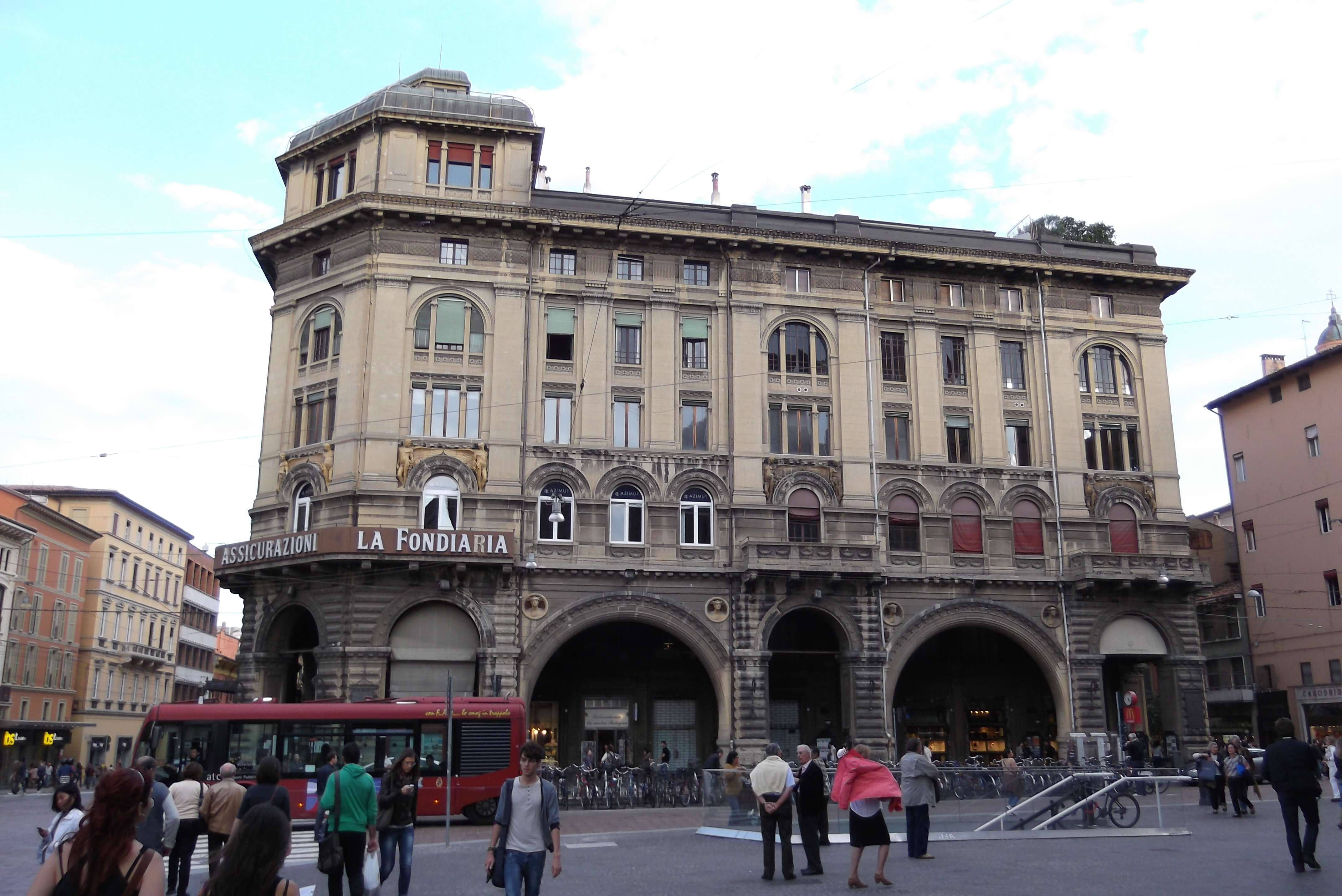
Ansicht des Palazzo Ronzani von der Piazza Re Enzo aus

Palazzo Ronzani (scherzhaft im Bologneser Dialekt auch Palâz di Pistulén genannt) ist ein Palast im Zentrum von Bologna in der italienischen Region Emilia-Romagna. Er liegt an der Ecke der Via Rizzoli zur Piazza Re Enzo.

## Geschichte
Anfang des 20. Jahrhunderts wurde im Zentrum von Bologna ein Projekt der Umgestaltung der Stadt durchgeführt mit dem Ziel, eine große Verkehrsachse zu schaffen, die die Piazza Maggiore mit den zwei Türmen (Torre della Garisenda und Torre degli Asinelli) zu verbinden. Dieses Projekt führte zur Beseitigung eines Gewirrs von Gassen und mittelalterlichen Palästen (darunter auch mehrere Türme), das „Mercato di Mezzo“ genannt wurde, um Platz für die heutige Via Rizzoli zu schaffen. Das erste neue Gebäude auf der Seite der Piazza Maggiore hatte die Familie Ronzani erbauen lassen. Diese Familie war mit der ersten industriellen Bierherstellung im Raum Bologna reich geworden und wollte sich mit einem Wohnhaus genau in der Mitte der Stadt schmücken. Der Palast wurde in den Jahren 1914 und 1915 errichtet, und zwar nach den Plänen des Architekten Gualtieri Pontoni.
An der Ecke der Piazza Re Enzo ist der Palast mit den Loggias des Pavaglione aus dem 16. Jahrhundert verbunden.
Mit Blick auf die Vorhalle an der Via Rizzoli wurde 1921 ein Schutz im Jugendstil mit einer Stahlkonstruktion, gefüllt mit koloriertem Kristallglas, nach Plänen von Umberto Constanzini errichtet.

## KinoModernissimo
Im Untergeschoss des Palastes wurde ein Filmtheater namens Modernissimo eingebaut. Die Konstruktion dieser unterirdischen Räumlichkeiten ist nach der Mode der Zeit, insbesondere im Zentrum der großen europäischen Städte, im Jugendstil gehalten. In das Kino gelangte man über einige mit Stuck dekorierte Treppen, die man noch im Inneren eines Ladengeschäftes auf der Seite des Palastes, die zur Piazza Re Enzo zeigt, sehen kann.
Seit 2015 läuft ein Restaurierungsprojekt unter der Schirmherrschaft der Cineteca di Bologna mit dem Ziel, das Kino wieder in Betrieb zu nehmen.